# Uromys anak
Uromys anak — вид гризунів родини мишевих. Зустрічається в Західному Папуа, Індонезії та Папуа-Новій Гвінеї. Мешкає в тропічних лісах, заболочених місцях і в деградованих лісах.

## Опис
Гризуни досягають довжини тіла до 20–34 см, ще додають 23–38 см для хвоста. Його вага становить від 350 до 1020 грам. Його хутро зазвичай коротке і грубе, варіюється за кольором від сірого до різних відтінків коричневого і чорного, а низ білий або сірий. Його хвіст довший за тіло і рівномірно чорний, базальна частина густо вкрита рудуватими волосками.

## Екологія
Відомо, що цей вид їсть горіхи карука (Pandanus julianettii), і виробники встановлюють платформи або інші перешкоди на стовбурах дерев, щоб не допустити шкідників.